# Nic Stang
Nicolay (Nic.) Milberg Stang, född 21 april 1908 i Kristiansand, död 15 juli 1971 i Rostock i dåvarande DDR, var en norsk konsthistoriker och publicist.
Stang blev cand.philol. 1933, och dr. philos. 1957. Han var lektor vid Oslo universitet 1935–1938, redaktionssekreterare i Fritt ord 1936–1937, kulturmedarbetare i Arbeiderbladet 1945–1947 och 1952–1958, redaktör för Vinduet 1947–1951 och för konversationslexikonet Skattkista.
Hans doktorsavhandling, Livet og kunsten i ungrenessansens Firenze, bd. 1, Kunstens vilkår i borgerrepublikken (1956), är en brett upplagd undersökning av miljö och bakgrund för ungrenässansen i Florens; själva genombrottet är skildrat av hans hustru Ragna Thiis Stang i verkets andra band. Stang gav ut populära historiska och kulturhistoriska arbeten (delvis tillsammans med hustrun), essäsamlingarna Demokratisk gjenfødelse (1945), Tidskifte i maleri og skjønnlitteratur (1946) och Hverdag blant italienere (1959).

## Familj
Stang gifte sig den 6 januari 1934 med konsthistorikern Ragna Thiis Stang, med vilken han fick dottern Tove Stang Dahl.